# Villa Dello Strologo
La Villa Dello Strologo è una villa d'architettura razionalista ubicata a Livorno, in via Bonamici.
Contigua all'edificio è la coeva Villa Tavani, altro significativo esempio legato al linguaggio razionalista.

## Storia
Su di un'area appartenente ad un antico giardino, nella zona di espansione meridionale della città, l'architetto Piero Bottoni realizzò la villa per l'avvocato Aristide Dello Strologo, padre di un amico, tra il 1934 e il 1935.
Data la scarsa presenza di costruzioni nella zona, ancora caratterizzata da ampi spazi verdi, il villino fu presentato all'epoca come "Abitazione per la campagna", sottolineando la cura usata dall'architetto per integrare l'edificio nel parco preesistente.
Alla fine degli anni cinquanta la villa fu acquistata dalla famiglia Leonardini, che nel tempo ha apportato varie modifiche interne ed esterne, tuttavia non sostanziali.

## Descrizione
La proprietà è chiusa verso la strada da una recinzione metallica fiancheggiata da un lungo muro di cinta ad opus incertum con giunti di malta chiara e cimasa in travertino. Le cancellate metalliche, che in origine permettevano una forte permeabilità tra spazio pubblico e spazio privato, sono state sostituite.
L'area intorno alla villa è destinata a giardino ed ancora conserva le alberature a lecci e pini marittimi presenti all'epoca di costruzione.
All'esterno, la costruzione, di impianto quadrangolare di circa 18 per 17 metri, si sviluppa in una plastica connessione di volumi elementari con fronti paralleli alla strada e ai confini dell'area, elevati su un solo piano fuori terra oltre il pian terreno rialzato. 
I paramenti sono intonacati e colorati in bianco; la tonalità originaria del rosa tenue che caratterizzava il ridotto corpo del primo piano è stata eliminata. 
L'accesso all'edificio è consentito da una breve scalinata rettilinea in travertino posta davanti all'ingresso principale; un'altra scalinata precede l'ingresso di servizio, aperto sul lato settentrionale, mentre una terza breve rampa consente l'accesso al giardino dal terrazzo coperto, sul lato meridionale.
Attualmente il ridotto corpo del primo piano si presenta ampliato con l'aggiunta di una stanza, costruita intorno al 1958 dai nuovi proprietari, mentre negli anni sessanta, per un migliore isolamento termico del soggiorno, il terrazzo coperto al piano terreno è stato chiuso a veranda vetrata con infisso in metallo. 
Tali interventi non hanno comunque alterato in maniera sostanziale il carattere razionalista dell'edificio, che conserva il rigore dei volumi, la sobrietà del trattamento degli esterni, l'equilibrio delle aperture.
Alcune modifiche sono state apportate negli anni ottanta anche nell'interno, il cui fulcro centrale rimane tuttavia il soggiorno, in origine illuminato, oltre dalla vetrata sul terrazzo coperto, da un ampio lucernario rettangolare, attualmente eliminato.
Sul davanti, verso la strada, si aprono lo studio, comunicante con l'atrio di ingresso, e la sala da pranzo, mentre sul retro si articola la zona notte; a sinistra del soggiorno, sul lato nord, sono invece disposti i servizi e la scala in marmo di collegamento con il piano superiore, sviluppata su tre rampe con un piccolo ventaglio, accompagnata dalla ringhiera originale in ferro con corrimano in legno.
Il piano superiore, di dimensioni ridotte rispetto al piano terreno, ma al pari di questo disimpegnato da un vano centrale, è stato ampliato con l'aggiunta di una stanza contigua alla ex-quadreria, oggi camera da letto, nella quale sono stati chiusi i tre lucernari quadrati da cui l'ampio vano, oltre alla finestra sul giardino, prendeva luce.
L'edificio conserva al piano terreno le pavimentazioni originali in marmo nero e graniglia e le porte a telaio interno con specchiatura di faggio lucidata, mentre non è rimasto in loco nessuno degli arredi disegnati dallo stesso Bottoni per i primi proprietari.

## Fortuna critica
La critica concorda unanimemente sul valore architettonico dell'edificio, per la sua "sagacissima" distribuzione planimetrica, che risolveva le esigenze di disimpegno dei vari locali data la particolare composizione della famiglia committente (genitori e figlio sposato); per l'amore del dettaglio, per l'organica permeabilità tra spazi interni ed esterni e soprattutto per l'uso dei mezzi espressivi legati alla tradizione per quanto riguarda la scelta dei materiali costruttivi (pietra locale, mattone, marmi toscani).
Oltre alla piena maturità architettonica dell'opera, è stato di recente sottolineato anche il valore degli arredi interni, disegnati dallo stesso Bottoni, che, in contrapposizione all'essenzialità dell'edificio, sembravano ispirarsi a forme organiche.